# Rechtsanwaltskammer Burgenland
Die Rechtsanwaltskammer Burgenland  ist die Standesvertretung der im Burgenland in Österreich niedergelassenen Rechtsanwälte und Rechtsanwaltsanwärter. Ihren Sitz hat die Rechtsanwaltskammer in Eisenstadt, wo sich mit dem Landesgericht Eisenstadt auch das höchste Organ der Rechtsprechung des Burgenlands befindet. Präsident der Rechtsanwaltskammer Burgenland ist derzeit Peter Hajek, jun.

## Geschichte
Die Rechtsanwälte im Burgenland gründeten erst im Jahr 1988 eine eigene Standesvertretung. Von 1918 bis zu diesem Zeitpunkt waren die Rechtsanwälte in die Organisation der „Rechtsanwaltskammer für Wien, Niederösterreich und Burgenland“ eingebunden.
Siehe auch: Geschichte des Burgenlands als Teil Österreichs.

## Organisation
Die Standesvertretung ist Mitglied des Österreichischen Rechtsanwaltskammertags, eines Zusammenschlusses der Rechtsanwaltskammern aller österreichischen Bundesländer. Organisatorisch ist die Rechtsanwaltskammer eine Körperschaft des öffentlichen Rechts, die mit dem Recht auf autonome Selbstverwaltung sowie begrenzten hoheitlichen Befugnissen ausgestattet ist.
Die Aufgabengebiete der Rechtsanwaltskammer Burgenland reichen von der Vertretung der Rechtsanwälte über die Begutachtung von Gesetzen und das Erstellen von Gutachten bis zur Überwachung der Einhaltung der Berufspflichten im Wege des Disziplinarrechts. Ebenso werden von den Prüfungskommissären der Rechtsanwaltskammer die Prüfungen der Rechtsanwaltsanwärter und der Richteramtsanwärter durchgeführt.
Oberstes Entscheidungsgremium ist der Ausschuss, der durch die Vollversammlung der burgenländischen Rechtsanwälte gewählt wird und dem ein Präsident sowie ein Vizepräsident vorsteht. Diesem beigegeben sind der Disziplinarrat und die Prüfungskommissäre, die ebenfalls durch die Vollversammlung bestellt werden.

## Mitgliedschaft
Die Mitgliedschaft besteht für die eingetragenen Rechtsanwälte (RA) und die Rechtsanwaltsanwärter (RAA). Die Stimmrechte in der Mitgliederversammlung sind zwischen Rechtsanwälten und Rechtsanwaltsanwärtern ungleich verteilt (etwa 1:2 – RA:RAA). Mit der Mitgliedschaft verbunden ist die Verpflichtung zur Bezahlung der Kammerumlage. Im Burgenland sind im Jahresdurchschnitt rund 50 bis 60 Rechtsanwälte zugelassen. Zum 31. Dezember 2024 waren im Burgenland 71 Rechtsanwälte eingetragen. Im Burgenland sind von allen neun österreichischen Bundesländern am wenigsten Rechtsanwälte je Einwohner eingetragen.